# 环杷明
环杷明（英語：Cyclopamine）也称环巴胺或11-去氧芥芬胺，是自然产生的化学物质，属于甾族的介藜芦生物鹼。它是从玉米百合花（加州藜芦）中分离出的致畸胎剂，可导致独眼畸形（全前脑畸形）。
环杷明的英文名Cyclopamine是以放牧于爱达荷州野生玉米百合花农场的绵羊生下的独眼畸形（cyclopia）羊羔命名的。1957年美国农业部的科学家开始了长达11年的研究，最终发现环杷明是导致出生缺陷的罪魁祸首。